# Роберт Мартін
Роберт Сесіл Мартін (англ. Robert Cecil Martin), також відомий як Дядько Боб (англ. Uncle Bob) — консультант і автор в області розробки ПЗ. Мартін є професіоналом в області розробки ПЗ з 1970, а з 1990 став міжнародним консультантом у цій галузі. У 2001 він організував зустріч групи, яка створила гнучку методологію розробки на основі методів екстремального програмування.
Засновник Object Mentor Inc., організації, що надає консультаційні послуги та тренінги в таких областях, як C++, Java, ООП, шаблонам проектування, UML, гнучкій методології розробки і екстремальному програмуванню.
З 1996 по 1999 був головним редактором журналу C++ Report. У 2002 написав книгу «Швидка розробка програм. Принципи, приклади, практика» (англ. Agile Software Development: Principles, Patterns, and Practices), яка дає прагматичні поради з об'єктно-орієнтованого дизайну та розробки в agile-командах. Також він видав кілька популярних книг з програмування та методологій розробки ПЗ.